# 東部地區 (委內瑞拉)

東部地區

東部地區（西班牙語：Región Oriental）是委內瑞拉的9個政治行政區域之一，範圍包含安索阿特吉州、莫納加斯州、蘇克雷州。人口3,165,217人，面積84,030平方公里。最大城市為巴塞羅那。其中巴塞羅那與拉克魯斯港共同構成東部最重要的都市區—巴塞羅那-拉克魯斯港。
該地區是哥倫布接觸的第一塊委內瑞拉土地，具有重要的歷史意義。
- 莫奇馬國家公園
- 蘇克雷州聖路易斯海灘
- 巴塞羅那巴塞羅那